# Escrita Dhives Akuru

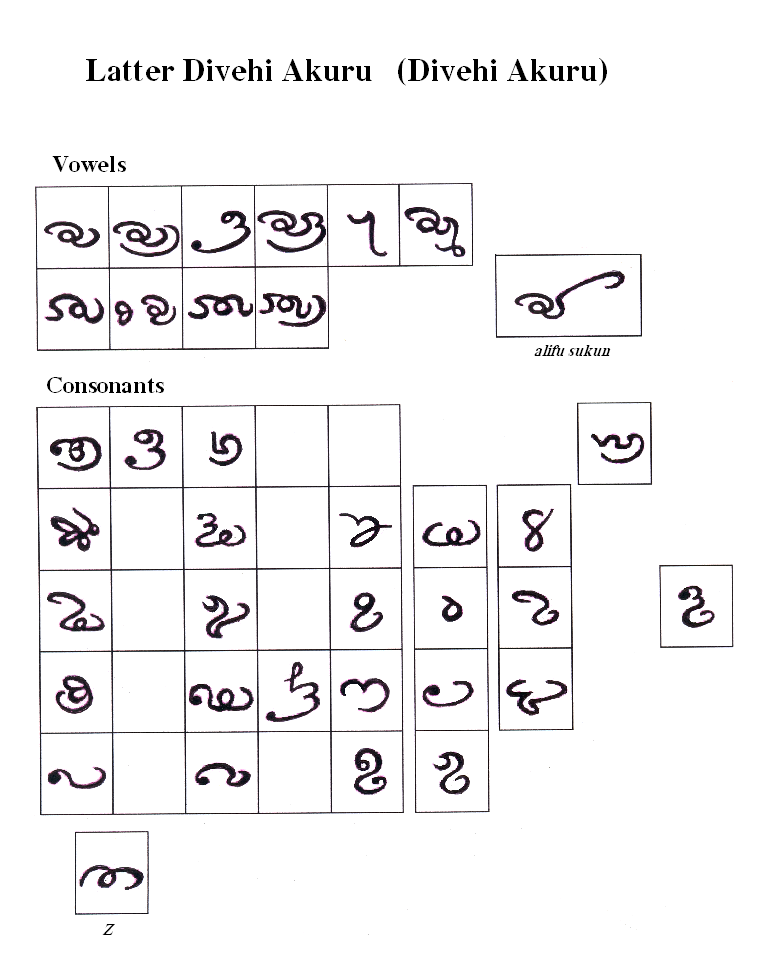
Última versa da escrita Maldiva usada antes da conversão ao islamismo nos anos 1700

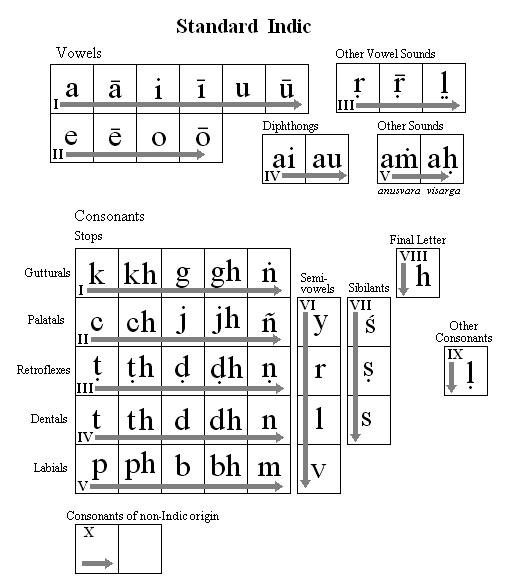
Standard Indic. Tabela com referências para as posições das letras na mesma.

Divehi Akuru ou Dhives Akuru (letras das ilhas) é uma escrita que já foi usada para escrever a língua divehi. Essa escrita foi batizada Dhives Akuru por H. C. P. Bell que estudou a epigrafia das Maldivas depois de se aposentar do serviço para o Governo Britânico em Colombo e escreveu uma extensa monografia sobre arqueologia, história e epigrafia das Maldivas.
O Divehi Akuru se desenvolveu a partir da escrita Grantha. A forma mais antiga da escrita foi o Dīvī Grantha que foi batizada como conjunto de “Sistemas de Escrita Divehi” ou “Evēla Akuru” (letras antigas) também por HCP Bell vidando distingui-la das formas variantes mais recentes da mesma escrita. A antiga forma (Evela) pode ser vista nas  loamaafaanu (placas de cobres) dos séculos XII e e XIII e nas inscrições em placas de coral (hirigaa) datando do período Budista das Maldivas.
Como as escritas nativas do Sri Lanka e a maioria daquelas da Índia, de modo diverso da Escrita Thaana, Dhives akuru é derivada da escrita brami, sendo portanto escritas da esquerda para a direita.
Divehi Akuru foi usada também nos atóis do sul das Maldivas como escrita principal até cerca de 70 anos. Depois disso, seu uso se limitou somente a estudiosos e também como hobby. Pode ainda ser encontradas em pedras tumulares e em alguns monumentos, inclusive na base de pedra dos pilares que suportam a estrutura principal da antiga Mesquita de Malé. HCP Bell localizou um antigo livro de astrologia escrita com caracteres Divehi Akuru no Atol de Addu., no sul das Maldivas, durante uma de suas viagens. Esse livro está hoje nos Arquivos Nacionais de Colombo, Sri Lanka.
Bodufenvalhuge Sidi,  eminente estudioso Maldivo, escreveu de forma urgente o livro chamado "Divehi Akuru" em 1959 a pedido do Primeiro Ministro Ibrahim Nasir,para esclarecer alguns erros de HCP Bell. Porém, as associações culturais Maldivas não deram muita atenção a essa obra de Bodufenvalhuge Sidi e ainda perpetuam antigos erros.

## Símbolos
A primitiva escrita Evala Akuru tinha símbolos para nove vogais e para 25 consoantes.
A mais recente, Dhives Akuru tem símbolos para onze vogais e para 26 consoantes.

### Externas
- Dhives Akuru em Omniglot.com
- Cultura das Maldivas
- Antigas Escritas - Dhives Akuru – em alemão
- Etnografia – Dhives Akuru